# Bell Buckle
Bell Buckle város az USA Tennessee államában, Bedford megyében. Lakosainak száma 410 fő (2020. április 1.).

## Népesség
A település népességének változása:
| Lakosok száma | 298  | 500  | 410  |
|               | 1880 | 2010 | 2020 |